# توم دوران (ملاكم)
توم دوران (بالإنجليزية: Tom Doran)‏ (7 أغسطس 1987 في المملكة المتحدة - ) هو ملاكم بريطاني، صنّف ضمن فئة وزن الويلتر.

## إحصائيات
خاض خلال مسيرته 18 نزالا، فاز في 17 وخسر في 1. فاز بالضربة القاضية في 7 نزالات.

## روابط خارجية
- توم دوران (ملاكم) على موقع بوكس ريك (الإنجليزية) (registration required)